# SMS Seydlitz (1912)
«Зе́йдліц» (нім. SMS Seydlitz) — лінійний крейсер ВМС Німецької імперії епохи Першої світової війни. В офіційній німецькій класифікації того часу лінійних крейсерів не було, і цей тип кораблів спільно з броненосними крейсерами належав до великих крейсерів (нім. Großer Kreuzer).
Був подальшим розвитком лінійних крейсерів класу «Мольтке». У порівнянні з ними мав те ж озброєння з десяти 280-мм гармат і проектну максимальную швидкість ходу в 26,5 вузлів. За рахунок збільшення нормальної водотоннажності на 2000 тонн отримав більш серйозне бронювання (товщина головного бронепоясу була збільшена до 300 мм). У порівнянні з британськими лінійними крейсерами того часу класів «Індефатігебл» і «Лайон» мав слабше озброєння, сильніше бронювання і гарний протимінний захист. Відмінності були зумовлені в основному тим, що німецькі інженери вважали свої гармати досконалішими і тому їхні кораблі в порівнянні з британськими могли мати менший калібр головної артилерії при тій же її ефективності. Також, на відміну від британських крейсерів, які розроблялися в основному для боротьби з крейсерами супротивниками, німецькі крейсери через менший розмір німецького флоту, створювались у тому числі для лінійного бою головних сил британського і німецького флотів і тому мали захист, зрівнянний з британськими лінкорами.
«Зейдліц» став у стрій 22 травня 1913 року і разом з іншими німецькими лінійними крейсерами служив у складі 1-ї розвідувальної групи. Брав участь практично в усіх крупних операціях німецького Флоту відкритого моря і майже всю війну був флагманським кораблем командувача групи контр-адмірала Хіппера. Крейсер став знаменитим завдяки винятковій живучості, продемонстрованій під час Ютландської битви 31 травня — 1 червня 1916 року. Під час бою корабель зазнав одного торпедного влучання і 19 влучань важкими снарядами. Прийнявши всередину корпуса близько 5300 тонн води (21 % від водотоннажності), крейсер на третій день піяле битви (4 червня) зміг повернутися на базу завдякі надзвичайній боротьбі команди за живучість корабля.
За результатами мирної угоди наприкінці Першої світової війни був інтернований у британській базі Скапа-Флоу на Оркнейських островах 24 листопада 1918 року. Затоплений власним екіпажем 21 червня 1919 року. Згодом був піднятий і розібраний на метал.

## Історія розробки
За законом про флот 1900 року німецький флот до 1917 року повинен був налічувати 38 лінкорів і 14 броненосних крейсерів. В результаті поправок, прийнятих рейхстагом у 1906, 1908 і 1912 роках, ця цифра була збільшена до 41 лінкора і 20 великих крейсерів. З метою поповнення флоту новими кораблями, з 1908 по 1911 рік щороку мало закладатися три дредноута і один лінійний крейсер. В рамках бюджету 1910 року в Німеччині мало бути закладено три лінійних корабля типу «Кайзер» та один лінійний крейсер. Крейсер повинен був стати доповненням до флоту і отримав при закладці індекс «J». Розробка вимог до нового корабля почалося ще на початку 1909 року, коли Генеральний морський департамент зажадав від державного секретаря Імператорського морського відомства Альфреда фон Тірпіца основні вимоги, викладені у письмовому вигляді. При цьому корветтен-капітан Вальдемар Фоллертун вважав, що, на відміну від англійських лінійних крейсерів, німецькі великі крейсери мали бути по суті швидкохідними лінкорами, здатними вести лінійний бій. Він підтримував ідею німецького типу лінійного крейсера, який можна було б застосовувати проти лінійних кораблів. Тірпіц же наполягав на тому, що основним завданням німецьких великих крейсерів є боротьба з крейсерами противника.
Основною проблемою проектування крейсера були фінансові обмеження, в силу яких за розмірами він не міг бути більше сучасного йому лінійного корабля. Єдиною можливістю домогтися більшої швидкості, ніж у лінійного корабля, було зниження бойової здатності. Морським департаментом були зафіксовані такі вимоги до лінійного крейсера:
- швидкість, як у попереднього класу («Мольтке»)
- озброєння 8 × 305 або 10 × 280 мм

Розглядалася також можливість установки тригарматних башт, але в результаті було вирішено, що принаймні для корабля програми 1910 року достатньо буде гармат калібру 280 мм.
У серпні 1909 року рейхстаг затвердив асигнування на крейсер J, який згодом отримав ім'я «Зейдліц» на честь прусського генерала Фрідріха Вільгельма Зейдліца. Розробка проекту тривала 10 місяців з березня 1909 по січень 1910 року. Роботи відбувалися в проектному бюро Імперського морського відомства під керівництвом головного конструктора інженера Дітріха. При проектуванні розглядалися варіанти озброєння як вісьмома 305-мм гарматами, так і десятьма 280-мм у п'яти двогарматних баштах, розташованих за лінійною схемою. В остаточному варіанті розташування башт головного калібру було практично таким же, як на «Мольтке», за винятком розташування носової вежі на півбаку. За рахунок збільшення водотоннажності на 2000 тонн новий лінійний крейсер отримав більш потужну силову установку і посилене бронювання . Остаточний проект був затверджений кайзером 27 січня 1910 року.

## Конструкція

### Корпус
«Зейдліц» мав корпус з розвиненим півбаком, що йшов до фок-щогли. Форштевень майже прямий, з крутим підйомом днища в носовій частині. Водотоннажність нормальна 24988 т, повна 28550 т. Довжина між перпендикулярами 200,6 м (на 14 м більша, ніж у «Мольтке»), по конструктивної ватерлінії (КВЛ) — 200 м. Ширина корпусу склала 28,5 м, максимальна ширина з урахуванням укладеної протиторпедної сітки становила 28,8 м. Висота надводного борту в районі носа — 8,9 м. Загальна висота борту в районі міделя — 13,88 м. Осадка за повної водотоннажності — 9,29 м, за нормальної — 9,09 м. При збільшенні осадки на 1 см водотоннажність збільшувалася на 37,71 т.
Корпус був розділений водонепроникними перегородками на 17 відсіків. Подвійне дно простягалося на 76 % довжини корабля. Спосіб силових зв'язків корпусу — змішаний.
Метацентрична висота дорівнювала 3,12 м, що було найбільшим значенням серед всіх німецьких лінійних кораблів і лінійних крейсерів Німеччини в Першу світову війну. Максимальна остійність була при 33 ° крену і нульова при 72 °. На «Зейдліц» встановлювалися заспокійливі цистерни Фрама, але за призначенням вони не використовувалися. Крейсер оснащувався двома тандемними напівбалансними стернами з можливістю управління з різних відсіків і чотирма трилопатевими гвинтами діаметром 3,88 м.
Корабель мав хороші ходові якості — легко і спокійно утримував курс, але дещо завалювався в корму. Як і всі німецькі крейсери, повертав важко, зі значною (до 60 % при максимальній перекладки керма) втратою швидкості, при цьому виникав крен до 9°.
Крейсер був оснащений одним великим паровим катером, трьома моторними катерами, двома баркасами, двома вельботами, двома ялами і однією розбірною шлюпкою. Мав два основних і один запасний 7-тонний носовий якір і один 3,5-тонний кормовий.
Мав дві порожнисті трубчасті щогли. До 1916 року оснащувався протиторпедними сітками. Екіпаж по штату мирного часу становив 1068 осіб, з них 43 офіцера. При розміщенні флагмана зі штабом він збільшувався на 75 осіб, з них 13 офіцерів. У воєнний час екіпаж поповнювався резервістами і в Ютландському бою становив 1425 чоловік.

### Бронювання
У порівнянні з «Мольтке» бронювання було підсилене. Броня цементована, круппівська. Головний броньовий пояс встанавлювався на тиковій підкладці товщиною 50 мм і мав постійну товщину 300 мм, висоту 2 м і починався на 1,4 м вище від ватерлінії (КВЛ) і опускався під воду на 0,4 м, простягаючись між зовнішніми краями барбетів носової та кормової башт. В носовій частині він закінчувався перегородкою товщиною 200 мм, в кормовій — 100 мм. В нижній частині пояс поступово звужувався до 150 мм, закінчуючись на 1,75 м нижче головної ватерлінії. Зверху броньовий пояс також поступово тоншав, доходячи до 230 мм на рівні верхньої палуби і до 200 мм біля нижніх кромок гарматних портів середнього калібру. Броньовий пояс в носовій і кормовій частинах продовжувався бронею товщиною 100 мм.
Каземат артилерії середнього калібру вище нижнього краю гарматних портів прикривався бронею товщиною 150 мм. У крайніх частинах перегородки каземату також мали товщину 150 мм. Всередині батареї середнього калібру вздовж борту і між гарматами йшли протиуламкові екрани товщиною 20 мм.
Лобова частина башт головного калібру мала товщину 250 мм, бокові стінки — 200 мм, задня стінка — 210 мм, настил у кормовій частині — 50-100 мм, похила передня частина даху — 100 мм, дах 70 мм. Барбети мали товщину 230 мм. У носової та кормової башт в діаметральної площині, в районі, що прикривався відповідно бойовими рубками і барбетами кормової піднесеної башти, товщина барбета зменшувалася до 200 мм. Товщина барбетів бортових башт між верхньою і головною палубою, які прикривалися бронею каземату, зменшувалася до 100 мм, а нижче, позаду головного броньового пояса, до 30 мм. У барбетов носової і кормових башт товщина 230 мм доходила до рівня броньовий палуби, але стінки за головним броньовим поясом мали товщину 30 мм.
Товщина стінок носової бойової рубки була 350—250 мм, даху — 80 мм, у кормової бойової рубки товщина стінок становила 200 мм, а товщина даху — 50 мм.
Броньована палуба в середині корабля була розташована на 1,4 м вище КВЛ і мала товщину 30 мм, в носовій частині вона розташовувалася на 0,9 м нижче КВЛ і мала товщину 50 мм, в кормовій частині вона розташовувалася на 1,8 м нижче ватерлінії і мала товщину 80 мм. Скоси мали товщину 50 мм. Верхня палуба над батареєю середнього калібру мала товщину 35 мм, а за межами батареї, ближче до діаметральної площини — 25 мм.
Підводний захист забезпечувався вертикальною протиторпедною перегородкою, віддаленою від борту на 4 м на міделі. Перегородка мала товщину 30 мм, збільшуючись до 50 мм в районі погребів боєзапасу, і закінчувалася 20-мм поперечними перегородками. Між броньованою і верхньою палубами вона продовжувалася як протиуламкова і мала товщину 30 мм. Додатковий конструктивний захист забезпечували вугільні бункери, розташовані між бортом і протиторпедною перегородкою.

### Озброєння
Артилерія головного калібру, як і на «Мольтке», складалася з 10 280-мм гармат 28 cm SK L / 50 з довжиною ствола 50 калібрів, розміщених у п'яти двогарматних баштах Drh.LC/1910. Гармата оснащувалася клиновим затвором і мала вагу 41,5 т. Використовувалися лише бронебійні снаряди, вагою 302 кг. Заряд складався з двох частин. Основний заряд розміщувався в латунній гільзі для поліпшеної обтюрації і складався з 79 кг пороху марки RPC / 12. Передній заряд у шовковому картузі містив заряд такого ж пороху масою 26 кг. При температурі заряду 15 ° C снаряду надавалась початкова швидкість 880 м / с. Спочатку гармати мали максимальний кут піднесення 13,5 ° і кут нахилу -8 °. При максимальному куті піднесення це забезпечувало дальність стрільби 18 100 м. У 1916 році, після Ютландского бою, кути були змінені на + 16 ° / -5,5 ° відповідно, що дозволило отримати максимальну дальність стрільби 19 100 м.
Носова башта мала сектор обстрілу 300 ° з висотою осей гармат 10,4 м над КВЛ. Дві розміщені діагонально бортові башти мали сектор обстрілу 180 ° на ближній борт, 125 ° на дальній і висоту осей гармат 8,2 м над КВЛ. Дві кормові башти встановлювалися за лінійно-піднесеною схемою і мали сектори обстрілу по 290 °. Висота осей гармат для піднесеної башти становила 8,4 м, а для нижньої 6 м над КВЛ.
Боєзапас становив по 87 снарядів на кожну гармату, в сумі — 870 снарядів. У всіх баштах снарядні погреби перебували нижче зарядних. Перевантажувальна камера разом з елеватором боєприпасів підвішувалася до погону башти і оберталася разом з ним. Елеватор боєприпасів з перевантажувального відділення піднімався в башту і виходив між гарматами в районі їх казенника. Броньований підйомно-транспортний пристрій також підвішувався до погону башти і обертався разом з баштою і перевантажувальним відділенням. Для подачі боєзапасу з погреба в підйомник у вантажному відділенні погреба встановлювалася вузька платформа, що оберталася, — так званий круговий вагон. Така конструкція забезпечувала досить високу скорострільність — технічна скорострільність дозволяла робити три постріли за 51 секунду, на практиці була досягнута скорострільність 3 постріли на хвилину.

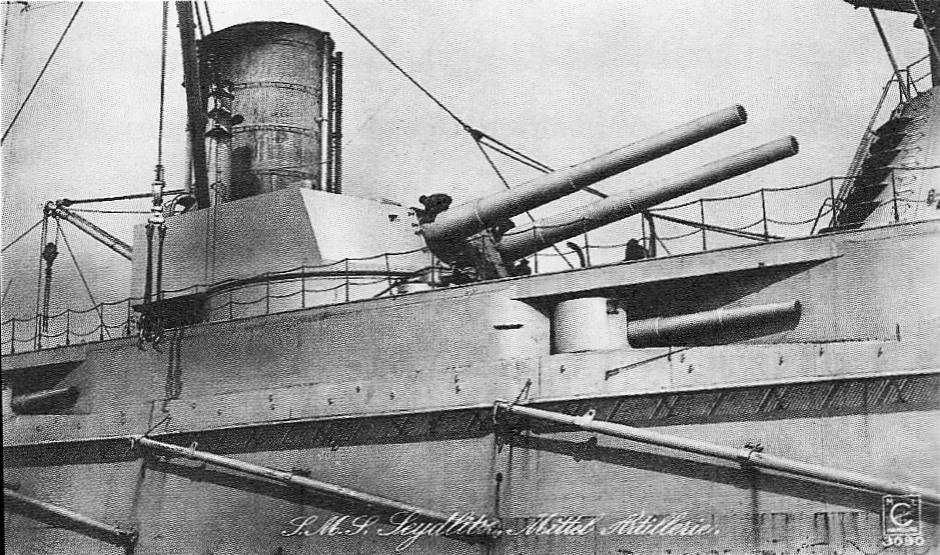
Права бортова баштя 280-мм калібру і одна з 150-мм гармат

У 1915 році «Зейдліц» отримав прилади централізованого керування вогнем артилерії головного і середнього калібру. Артилерія середнього калібру складалася з дванадцяти 150-мм гармат 15 cm SK L / 45 з довжиною ствола 45 калібрів. Вони були розташовані в батареї на верхній палубі в установках MPL C / 06 зразка 1906 року вагою 15 700 кг кожна. Маса фугасного снаряду становила 45,3 кг, скорострільність гармат становила 5-7 пострілів на хвилину. Дальність стрільби становила 13 500 м, згодом її довели до 16 800 м. Загальний боєзапас становив 1920 снарядів — по 160 на гармату.
Під час будування на «Зейдліц» встановлювалися 12 неуніверсальних 88-мм гармат 8,8 cm SK L / 45 з довжиною ствола 45 калібрів. Гармати розташовувалися в установках MPL C / 01-06. Чотири були розташовані в носовій частині під верхньою палубою, дві в носовій надбудові, чотири позаду батареї 150-мм гармат і ще дві гармати з боків кормової надбудови в установках, прикритих щитом. Їх загальний боєзапас становив 3400 снарядів. На початку Першої світової війни замість двох гармат, встановлених на кормовій надбудові, були встановлені зенітні 88-мм гармати 8,8 cm Flak L / 45 з довжиною ствола 45 калібрів в установках MPL C / 13 (зразка 1913 року), з максимальним кутом підйому ствола 70 °. До Ютландсько битви в 1916 році всі інші 88-мм гармати, крім зенітних, були демонтовані.
На крейсері встановлювалися чотири підводних торпедних апарата (ТА) калібру 500 мм. По одному ТА стояло в носовій і кормовій частинах, ще два були розташовані по бортах, попереду барбета носової башти. Загальний боєзапас становив 11 торпед.

## Силова установка
На «Зейдліц» було встановлено 27 низьконапірних котлів Шульце — Торнікрофта з вугільним опаленням. У 1916 році, перед Ютландською битвою, на них було встановлено форсунки для впорскування нафти при форсажі. Котли мали загальну поверхню нагріву 12500 м² і забезпечували тиск пари 16 кгс / см². Вони розміщувалися в п'яти відсіках, розділених поздовжніми перегородками на 15 котельних відділень. У перших трьох відділеннях стояло по одному котлу. У наступних котельних відділеннях стояло по два котли. Загальна площа, займана котельними відділеннями, становила 925 м² (у британської «Принцес Роял» — 1170 м²).
Чотирьохвальна силова установка включала два комплекти прямодіючих турбін Парсонса. Всі чотири гвинти були трилопатевими і мали діаметр 3,88 м. Турбіни розміщувалися в двох машинних відділеннях. Кожне машинне відділення було розділено поздовжніми перегородками на три відсіки. Турбіни високого тиску, що обертали зовнішні вали, розташовувалися в двох носових відділеннях. Внутрішні вали приводилися в обертання турбінами низького тиску, розташованими в кормовому машинному відділенні. Турбіни займали зовнішні відсіки машинних відділень, а у відсіках по діаметральній площині розташовувалися допоміжні механізми. Турбінні відділення займали 404 м² (у британської «Принцес Роял» 645 м²). За британськими мірками машинні і котельні відділення «Зейдліца» були занадто тісними.
Розрахункова максимальна швидкість склала 26,5 вузлів за номінальної проектної потужності на валах 63 000 к. с. Під час випробувань на Нейкрузькій мірній милі «Зейдліц» розвинув швидкість 28,13 вузла при частоті обертання гребних валів 329 об/хв і форсованій потужності 89 738 к. с. (збільшення на 42 %). Нормальний запас пального 1000 т, максимальний — 3600 т. Дальність плавання становила 4200 миль при швидкості 14 вузлів і 2280 миль на швидкості 23,7 вузла. Після 1916 року було додано 200 т нафти.
Електроенергією напругою 220 В крейсер забезпечували шість турбогенераторів сумарною потужністю 1800 кВт.

## Будівництво та випробування
«Зейдліц» будувався за програмою 1910 року. 21 березня було підписано контракт з верф'ю «Блом унд Фосс» в Гамбурзі на будівництво корабля і виготовлення машинної установки для нього. Під будівельним номером 209 крейсер було закладено 4 лютого 1911 року. Оскільки він йшов як доповнення до флоту, під час закладення крейсер отримав ім'я «J».
30 березня 1912 року відбувся обряд хрещення, і крейсер був спущений на воду. Хрещення проводив генерал-інспектор кавалерії фон Клейст, який назвав новий корабель «Зейдліцом». Крейсер отримав ім'я на честь генерала Фрідріха Вільгельма фон Зейдліца-Курцбаха (1721—1773). Цей кавалерійський генерал, що служив в армії прусського короля Фрідріха Великого, відзначився в битві біля Росбаха 5 листопада 1757 року.
Усього будівництво корабля тривало близько 28 місяців — майже 14 місяців стапельний період і 14 місяців добудова на плаву. Вартість будівництва склала 44 685 тис. марок або 22 343 тис. рублів золотом по курсу того часу.
У квітні 1913 року заводська команда перевела «Зейдліц» у Кіль, де він 22 травня попередньо увійшов до складу флоту. Під час проведення тримісячних приймально здавальних випробувань 29 червня та 3 серпня 1913року корабель відвідали з оглядом кайзер Вільгельм II і король Італії Віктор Еммануїл III. 17 серпня 1913 року були завершені ходові випробування, і корабель остаточно увійшов до складу флоту і 31 серпня приєднався біля Гельґоланду до маневрів Флоту відкритого моря.

## Служба
| Командири «Зейдліца»                                                       | Командири «Зейдліца»         | Командири «Зейдліца»            |
| Командир                                                                   | Період командування          | Примітки                        |
| -------------------------------------------------------------------------- | ---------------------------- | ------------------------------- |
| капітан 1-го рангу Моріс фон Егіді (нім. Kapitän zur See Moritz von Egidy) | травень 1913 — жовтень 1917  |                                 |
| капітан 1-го рангу Вільгельм Тагерт (нім. Kapitän zur See Wilhelm Tägert)  | жовтень 1917                 | тимчасовий виконувач обов'язків |
| капітан 1-го рангу Моріс фон Егіді                                         | листопад 1917                |                                 |
| капітан 1-го рангу Вільгельм Тагерт                                        | листопад 1917 — грудень 1918 |                                 |
| капітан-лейтенант Брауер (нім. Kapitänleutnant Brauer)                     | грудень 1918 — червень 1919  | у період інтернування           |

### Мирний час і початок Першої світової війни

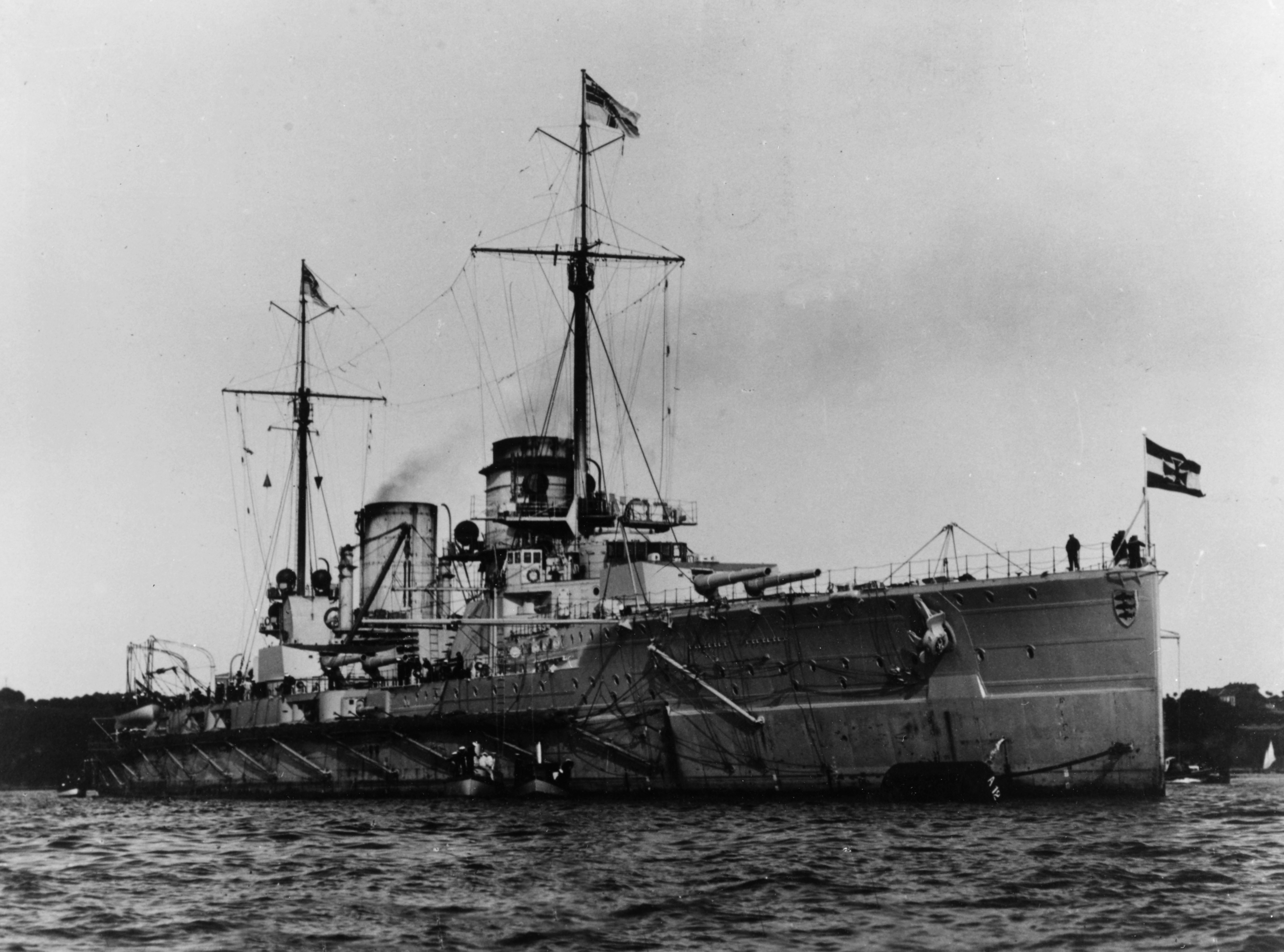
«Зейдліц» незадовго до війни

«Зейдліц» увійшов до складу 1-ї розвідувальної групи і брав участь у навчаннях в її складі. 23 червня 1914 року на нього з «Мольтке» переніс свій прапор командувач 1-ю розвідувальною групою контр-адмірал Гіппер. Не рахуючи коротких перерв (в Ютландській битві Гіппер тримав свій прапор на «Лютцові»), «Зейдліц» прослужив флагманським кораблем майже всю війну, до 26 жовтня 1917 року, коли Гіппер переніс свій прапор на «Гінденбург». У липні 1914 року крейсер брав участь у поході Флоту відкритого моря до Норвегії, де в цей час перебував на відпочинку Вільгельм II. Але у зв'язку з небезпекою початку війни цей похід було перервано. 25 липня, після отримання повідомлення про початок мобілізації в Сербії, флот отримав наказ повернутися до своїх портів. А 1 серпня була оголошена мобілізація флоту.
З початком війни 1-й розвідувальній групі було доручено охорону Німецької бухти. Для виконання цієї функції в її підпорядкування було передано всі кораблі сторожової служби, літаки і дирижаблі. Ця система діяла до серпня 1918 року.
2-4 листопада відбувся перший бойовий похід Флоту відкритого моря. О 16:30 до східного узбережжя Англії вийшли 1-а (у складі великих крейсерів «Зейдліца», «Мольтке», «Фон дер Танна» і «Блюхера») і 2-а (легкі крейсери «Страсбург», «Грауденц», «Кольберг» і «Штральзунд») розвідувальні групи. На випадок ускладнень, для їх прикриття в бойову готовність були приведені 1-а і 2-а ескадри лінкорів, що стояли на рейді Шиллінга, 5-а на річці Ельбі і 6-а на рейді Яде. Через туман обстріл Ярмута лінійними крейсерами був безрезультатним. «Штральзунд» виставив мінну огорожу, на якій підірвався британський підводний човен D-5, який вийшов на перехоплення німецьких кораблів. Зустріч з британськими кораблями противника не відбулася, і 1-а та 2-а розвідувальні групи безперешкодно повернулися на базу.

### Рейд на Скарборо, Гартлпул і Вітбі
15-16 грудня німецькими крейсерами був здійснений ще один рейд — на Скарборо, Гартлпул і Вітбі. До 1-ї розвідувальної групи приєднався нещодавно введений в дію «Дерфлінгер», 2-га розвідувальна група була в тому ж складі, що і під час рейду на Ярмут. Німці здогадувалися, що 2-а ескадра британських крейсерів була відправлена на перехоплення ескадри Шпеє і оборона супротивника буде ослаблена. У свою чергу, англійці завдяки даним радіоперехоплення знали про заплановану операцію і виділили для перехоплення німецьких крейсерів 1-у ескадру лінійних крейсерів у складі чотирьох лінійних крейсерів, що лишилися, і 2-у ескадру лінкорів у складі шести лінійних кораблів класів «Оріон» і «Кінг Джордж V». Однак англійці не знали про вихід в море основних сил Флоту відкритого моря — вісімнадцяти дредноутів 1-ї, 2-ї та 3-ї ескадр у супроводі крейсерів і есмінців.
Біля британського узбережжя німецькі крейсери потрапили в сильний шторм. Через неможливість застосування артилерії Хіппер відправив легкі крейсери 2-ї групи на з'єднання з основними силами, окрім «Кольберга», який повинен був виставити міни. Німецькі лінійні крейсери розділилися на дві групи. «Фон дер Танн» і «Дерфлінгер» обстріляли спочатку Вітбі, потім Скарборо. Опору вони не зустріли і втрат серед особового складу не мали. Група «Зейдліца» при підході до Скарборо зустріла чотири британські есмінці. Обстрілявши їх з відстані близько 27 кабельтових, німці змусили англійців відступити. Близько 8:00 група почала обстріл узбережжя. При цьому крейсери зазнали обстрілу батарей берегових 152-мм гармат. «Зейдліц» своєю артилерією придушив батарею, яка перебувала поблизу кладовища, але при цьому сам зазнав трьох влучань. «Мольтке» зазнав одного влучання в палубу, а «Блюхер» — шість влучань з 152-мм гаубиць і легкої артилерії.
Під час повернення німецькі лінійні крейсери отримали повідомлення від «Штральзунда», який виявив спочатку британські крейсери, а потім 2-у ескадру лінкорів. Ухиляючись від них, крейсери пішли на норд-ост. Основні сили німців під командуванням Інгеноля ще вночі зустрілися з авангардом британських сил і повернули з курсу південний схід на ост-зюйд-ост, побоюючись нічних атак міноносців. На час отримання повідомлення від «Штральзунда» вони були вже за 130 миль від британців і ніяк не могли їх перехопити. Розглядаючи цю ситуацію, багато флотознавців і істориків вважають, що німці втратили шанс розгромити британців по частинах. Якби вони продовжили свій шлях на південний схід, то змогли б перехопити 2-у ескадру британців. Зважаючи на чисельну перевагу і наявність у своєму складі нових лінкорів, які не поступалися за швидкістю ходу британським, у німецького флоту були хороші шанси знищити 2-у британську ескадру лінкорів.
Пошкодження «Зейдліца» були порівняно легкими, тому ремонт був проведений без заходу в док, на плаву.

### Битва біля Доггер-банки

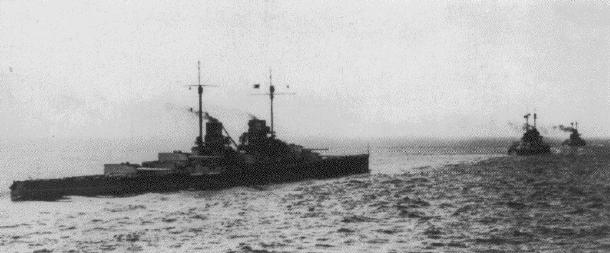
Німецькі лінійні крейсери виходять в море 23 січня 1915 року. Зліва направо: «Дерфлінгер», «Мольтке» и «Зейдліц»

23 січня німецькі сили здійснили рейд до Доггер-банки, щоб очистити цей район від британських легких сил. 23 січня після опівдня в море вийшли 1-а розвідувальна група у складі великих крейсерів «Зейдліца», «Мольтке», «Дерфлінгера» і «Блюхера», легких крейсерів «Грауденца», «Ростока», «Штральзунда», «Кольберга» і дев'ятнадцяти ескадрених міноносців. Вихід кораблів було заплановано так, щоб до ранку наступного дня вийти в район Доггер-банки. В операції не брали участі «Фон дер Танн» і «Страсбург», що перебували на ремонті. Прикриття лінійними силами не планувалося.
Британці, завдяки даним радіоперехоплення, були обізнані про заплановану вилазку. Тому до району Доггер-банки вийшли лінійні крейсери «Лайон» (під прапором Бітті), «Тайгер», «Принцес Роял», «Нью-Зіленд» і «Індомітебл», легкі крейсери «Саутгемптон», «Бірмінгем», «Ноттінгем», «Лоустофт» і гарвічський загін Тірвіта — легкі крейсери «Аретьюза», «Орора» і «Андаунтед». Їх супроводжували 35 ескадрених міноносців. У море також вийшли основні сили Гранд-Фліту.
Супротивники виявили один одного до світанку. Близько 7:15 (за Гринвічем) «Кольберг» вступив у перестрілку з «Оророю». Гіппера повідомили про наявність великих сил супротивника і німецьке з'єднання повернуло і на великій швидкості стало йти на південний схід. Першим в колоні німецьких лінійних крейсерів, що йшла зі швидкістю 21 вузол, йшов «Зейдліц», за ним «Мольтке» і «Дерфлінгер», останнім — «Блюхер». Британські лінійні крейсери обходили німецьку колону праворуч, для того, щоб стріляти всім бортом і спробувати відрізати німецьке з'єднання від баз. Бітті віддав наказ збільшити хід спочатку до 26 вузлів, потім до 27, 28 і, нарешті, о 8:52 до 29 вузлів. Це перевищувало швидкість навіть найшвидших «Лайона», «Тайгера» і «Принцес Роял». «Нью-Зіленд» і «Індомітебл» скоро відстали.
Близько 8:52 «Лайон» дав перший залп по «Блюхеру» з відстані близько 110 каб., снаряди лягли з недолітанням. По мірі наближення британські крейсери переносили вогонь на німецькі крейсера, що йшли попереду. Так, «Лайон» обстрілював спочатку «Блюхер», потім «Дерфлінгер», «Мольтке», і під кінець вів вогонь по «Зейдліцу». Німецькі крейсери перебували в невигідному навітряному положенні — їм заважали власні дими. Крім того, дальність стрільби їх гармат була меншою, і вони відкрили вогонь лише близько 9:10, коли дистанція стала меншою за 100 каб.
Через плутанину в розподілі цілей «Тайгер» обстрілював не "«Мольтке», як йому було призначено, а «Зейдліц» разом з «Лайоном». Близько 10:25 343-мм снаряд з «Тайгера» влучив у носову частину, не заподіявши серйозних пошкоджень. «Тайгер» через дим втратив «Зейдліц», і його якийсь час обстрілював лише «Лайон».
Друге влучання сталося в 10:43 і заподіяло значні руйнування. 343-мм снаряд з «Лайона» з дистанції близько 84 каб. (15500 м) влучив у палубу трохи позаду кормових башт головного калібру. Снаряд пройшов через каюти офіцерів, кают-компанію, пробив 230-мм барбет кормової башти і розірвався при проникненні. Уламки пробили подачну трубу і запалили кілька основних і додаткових зарядів, які були в ній. Почали тліти заряди в бойовому відділенні, в нижніх підйомниках і зарядному відділенні. Займання снарядів спочатку йшло повільно, але команда перевантажувального відділення, ймовірно, намагаючись врятуватися, відкрила двері в перегородці в сусідню башту до підбаштового відділення. Заряди в перевантажувальному відділенні миттєво спалахнули. Вогонь охопив заряди в зарядниках кормової башти і перекинувся до сусідньої башти.
Спалахнуло 62 повних (основних і додаткових) заряда — близько 6 тонн пороху. Над кормовими баштами піднявся величезний стовп вогню і газів. У полум'ї загинули 165 осіб, з них 159 миттєво. Завдяки мужності трюмного старшини Вільгельма Гайдкампа, який голими руками провернув розпечені штурвали клапанів затоплення, погреби і кормове торпедное відділення були затоплені і вогонь не дістався до снарядів, торпед і основних зарядів, які були в латунних гільзах.
Думаючи, що крейсер ось-ось злетить у повітря, старший артилерійський офіцер, бажаючи завдати перед загибеллю якомога більший збиток супротивнику, відкрив частий вогонь. Протягом декількох хвилин три уцілілих башти давали напівзалпи кожні 10 секунд. Таким чином, «Зейдліц» давав 3 постріли в хвилину з кожної гармати. Положення «Зейдліца» було дуже важким. Крейсер прийняв 600 тонн води і сів кормою до 10,36 м, а його швидкість зменшилася до 21 вузла.
О 11:25 у «Зейдліц» влучив третій, 343-мм снаряд з «Лайона». Але він не заподіяв сильних ушкоджень, оскільки влучив у 300-мм броньовий пояс у середній частині корпусу і не зміг його пробити. Об 11:52 сильно пошкоджений «Лайон» вийшов з ладу. Через неправильне трактування наказу Бітті командир «Тайгера», що залишився головним, повів британську колону добивати «Блюхер», який до того часу вже зупинився. Хіппер, не чекаючи підтримки від свого лінійного флоту, відвів німецькі лінійні крейсери, що лишалися, на базу, давши британцям добивати «Блюхер».
За час бою «Зейдліц» випустив 390 280-мм бронебійних снарядів (45 % боєкомплекту) — більше за всі інші кораблі, що брали участь у бою. Він домігся щонайменше 8 влучань (2 % випущених снарядів) із загальної кількості в 22 влучання німецькими кораблями в британські. Ремонт «Зейдліца» на державній верфі у Вільгельмсгафені тривав з 25 січня по 31 березня 1915 року.

### Події з літа 1915 по весну 1916. Битва в Ризькій затоці.
Після ремонту «Зейдліц» взяв участь у бойових операціях флоту 17-18 і 21-22 квітня, 17-18 і 29-30 травня 1915 року. 1-а розвідувальна група у складі «Зейдліца», «Мольтке» і «Фон дер Танна» з 3 по 21 серпня 1915 взяла участь в операції німецького флоту по прориву в Ризьку затоку. Вони займалися прикриттям тральних сил від можливого нападу з Фінської затоки російських лінкорів типу «Севастополь». 19 серпня англійський підводний човен Е-1 з дуже близької дистанції випустив торпеду в «Зейдліц», але влучив у «Мольтке». 1-а група повернулася в Данциг, а незабаром операція була перервана.
Восени і взимку 1915—1916 років у складі 1-ї розвідувальної групи «Зейдліц» взяв участь ще в декількох операціях. 11-12 вересня 1915 він прикривав мінну постановку в районі банки Терхшелінг, 23-24 жовтня 1915 взяв участь у бойовому поході флоту до широти Ейсберга. 4 грудня під час проходу Кільського каналу намотав сітки на гвинти правого борту. 3-4 березня 1916 року забезпечував повернення рейдера «Мьове», а 5-7 березня брав участь у набігу на Хуфден.
27 березня на «Зейдліці» підняв свій прапор командувач 2-ї розвідувальної групи контр-адмірал Бедікер, який замінив на час хвороби Гіппера. 24 квітня 1916 року «Зейдліц» на чолі 1-ї розвідувальної групи вийшов у море для набігу на Лоустофт і Ярмут. 24 квітня 1916 року о 15:48 він підірвався на англійській міні, встановленій підводним човном. Міна з зарядом в 120 кг піроксиліну вибухнула на 3,9 м нижче ватерлінії в районі лівого бортового підводного торпедного апарату. Були зруйновані броньові плити і дві поздовжні перегородки на довжині 15 м. Розміри пробоїни становили 95 м². На щастя для «Зейдліца», пошкоджені торпеди не здетонували. Крейсер прийняв всередину 1400 т води, які збільшили осадку носом на 1,4 м, але міг підтримувати швидкість в 15 вузлів. «Зейдліц» змушений був перервати операцію і піти у супроводі двох міноносців на верф Вільгельмсгафен. Бедікер переніс свій прапор на «Лютцов», що став флагманом 1-ї розвідувальної групи до моменту своєї загибелі в Ютландському бою.
Ремонт «Зейдліца» тривав до 2 травня 1916 року. Але при випробуваннях 22-23 травня була виявлена теча в районі поздовжніх перегородок бортового торпедного відділення, і він ще на п'ять днів став на ремонт. Через це він зміг вийти в море не раніше 29 травня. Це стало однією з причин того, що німецький флот вийшов у свій бойовий похід, що закінчився Ютландською битвою, лише 31 травня.

### Ютландська битва
31 серпня 1-а розвідувальна група німецьких лінійних крейсерів покинула рейд Яде рано вранці, близько 2:00. Першим йшов «Лютцов» під прапором Хіппера, за ним «Дерфлінгер», «Зейдліц», «Мольтке» і «Фон дер Танн». За ними, приблизно за годину, вирушили й лінкори Флоту відкритого моря.

#### «Біг на південь» 15:30— 17:55

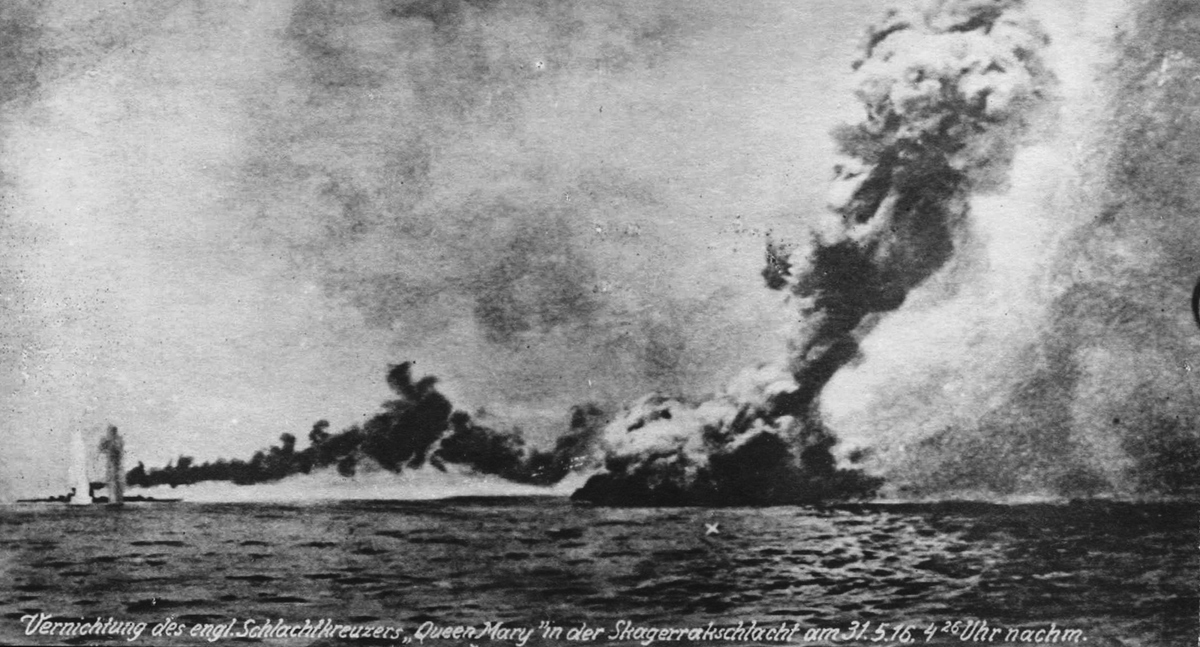
Загибель «Квін Мері» від вибуху боєкомплекту під час Ютландскої битви.

Лінійні крейсери Бітті і Гіппера виявили один одного близько 15:30 (за Гринвічем). За шістьма англійськими лінійними крейсерами йшли відсталі від них чотири швидкохідних лінкора 5-ї ескадри Евана-Томаса. Гіппер розгорнув свої кораблі на зворотній курс, намагаючись вивести кораблі Бітті на основні сили. Почалася перша частина Ютландскої битви — «біг на південь». «Зейдліц» спочатку обстрілював «Квін Мері», яка йшла третьою в колоні англійських кораблів. Як і в бою біля Доггер-банки, не обійшлося без плутанини. «Лайон» і «Принцес Роял» обстрілювали «Лютцов». А «Квін Мері» вела вогонь по «Зейдліцу». Через це «Дерфлінгер» на початку бою міг стріляти безперешкодно.
«Зейдліц» відкрив вогонь по «Квін Мері» близько 15:50. О 15:55 «Зейдліц» отримав перше влучання 343-мм снарядом з «Квін Мері». Снаряд пробив бортову броню перед фок-щоглою і розірвався в XIII відсіку на верхній палубі, утворивши в ній пробоїну 3 × 3 м. Другий снаряд з «Квін Мері» о 15:57 з дистанції 13 200-13 600 м (71-74 каб.) пробив 230-мм бортовий пояс і розірвався. Уламки снаряду пробили барбет лівої бортової башти, який мав у цьому місці товщину 30 мм, і проникли в перевантажувальне відділення, запаливши два основних і два додаткових напівзаряда, які там були. Вогонь знищив майже всю баштову обслугу. З ладу вийшли приводи горизонтального та вертикального наведення і підйомники. Погріб був вчасно затоплений, і вибуху не сталося. Башта замовкла до кінця бою.

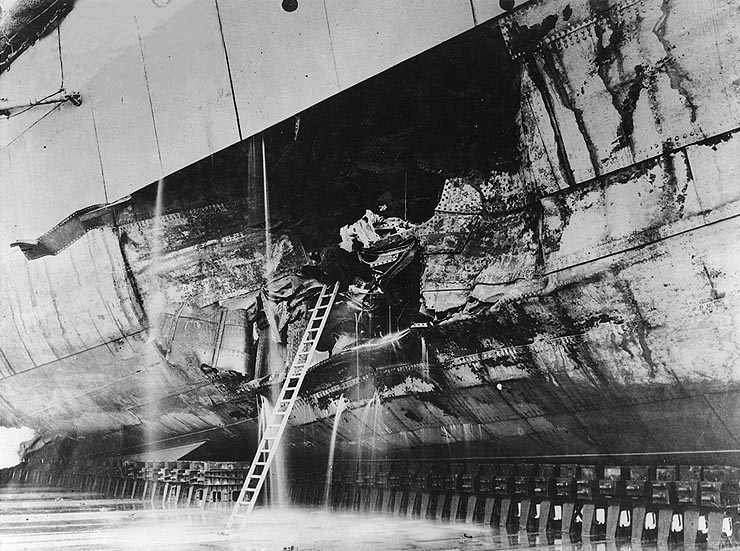
«Зейдліц» в доці після Ютландскої битви. Вид на пошкодження від влучання торпеди з британського есмінця.

Третій, 343-мм снаряд з «Квін Мері» розірвався під водою в середній частині корабля. Розійшлися шви обшивки, вода почала поступати в зовнішні вугільні бункери і додаткові бункери XIII відсіку. Лінкори 5-ї ескадри Евана-Томаса почали о 16:05 обстріл німецьких крейсерів з дальньої дистанції (97 каб.). О 16:17 влучив четвертий снаряд, випущений «Квін Мері» з дистанції 88 каб. Він вдарив у стик між 200- і 230-мм плитами, що прикривали каземат. Снаряд розірвався зовні, а його уламки проникли всередину, вивівши з ладу 150-мм гармату.
Близько 16:20 відбулося п'яте влучання 381-мм снарядом з 5-ї ескадри лінкорів. Снаряд пробив палубу надбудови, розірвався і зрешетив уламками палубу напівбака. Тим часом «Дерфлінгер» разом з «Зейдліцом» з дистанції близько 75 каб. (13 900 м) став обстрілювати «Квін Мері». В результаті декількох влучень у район башти «Q» близько 16:26 стався вибух боєзапасу, і вона швидко затонула.
О 17:37 в результаті атаки англійських есмінців (імовірно «Петард» або «Турбулент») одна з торпед влучила в правий борт «Зейдліца» в районі 123-го шпангоута. Утворилася пробоїна площею 15,2 м², розмірами 12 × 3,9 м, і розійшлися шви обшивки на відрізку довжиною 28 м. Протиторпедна перегородка товщиною 50 мм витримала, але дала течу. 150-мм гармату № 1 заклинило і вона замовкла до кінця бою. З ладу вийшла носова електростанція, і живлення електроенергією було переключено на кормову. Від сильного струсу луснув корпус правої турбіни, а запобіжний клапан підскочив і залишився в такому положенні. Приміщення наповнилося високотемпературною парою. Особовому складу довелося усувати пошкодження поповзом і напівлежачи, але, незважаючи на це, ремонт було завершено за 15 хвилин. В результаті пошкодження був затоплений нижче бронепалуби відсік № XIV правого борту, відсік під бортовим торпедним апаратом і почалося надходження води у відсіки між бортовою бронею і броньовою перегородкою. Корабель прийняв всередину близько 2000 т води, отримав крен на правий борт і диферент на ніс — осадка носом збільшилася на 1,8 м, а корма піднялася на 0,5 м. Крейсер поки ще міг тримати швидкість 20 вузлів, але вода повільно проникала і в інші відсіки.

#### «Біг на північ»— 16:40— 17:50
О 16:40 з'єднання Бітті виявило основні сили Флоту відкритого моря, і його кораблі послідовно розвернулися на зворотний курс. Розпочався другий етап бою — «біг на північ». 1-а розвідувальна група переслідувала англійські лінійні крейсери, але ті досить швидко вийшли з-під обстрілу. 5-у ескадру Евана Томаса переслідувала колона німецьких лінійних кораблів — перестрілку вели в основному кораблі 1-ї ескадри. Зі складу британської 5-ї ескадри «Ворспайт» і «Малайя» стріляли по лінійним кораблям, а «Бархем» і «Веліант» обстрілювали лінійні крейсери 1-ї групи. Перестрілка велася на великих дистанціях — близько 100 каб., і вогонь німецьких кораблів був малоефективним. Британські ж кораблі досить успішно обстрілювали німецькі кораблі, завдаючи їм тяжких ушкоджень.
Близько 17:00 шостий, 381-мм снаряд з «Бархема» або «Веліанта», пробив палубу надбудови і, розірвавшись, пробив палубу напівбака і вийшов за борт, утворивши в борту пробоїну 3 × 4 м, яка згодом призвела до великих проблем при затопленні носової частини. Сьомий, 381-мм снаряд пробив палубу надбудови і проробив в палубі напівбака пробоїну 6 × 7 м. Восьмий, 381-мм снаряд з дистанції близько 93 каб. о 17:08 розірвався на лобовій броні правої бортовий башти. Частина уламків проникла в башту. Башта тимчасово вийшла з ладу, а права гармата замовкла до кінця бою.
Дев'ятий, 381-мм снаряд вразив «Зейдліц» близько 17: 10-17: 20. Десятий снаряд пробив верхню і головну палуби в районі барабана шпиля. Одинадцятий, 381-мм снаряд влучив у палубу в районі лівої лебідки. О 17:20 вогонь тимчасово припинився. До 18 години вода через міжпалубний простір надходила у відсіки XIV, XV і XVI. Вода накопичувалася над броньовою палубою і, поступово проникаючи через міцну перегородку, заливала все приміщення під броньовою палубою.

#### Перший бій флоту
До 18:20 Флот відкритого моря вийшов на основні сили Гранд-Фліту. Почалася наступна фаза бою — «перший бій флоту». Лінійні крейсери 2-ї ескадри під командуванням Худа вийшли в голову англійської колони і вступили в перестрілку з німецькими лінійними крейсерами. О 18:36 Шеєр дав сигнал кораблям флоту «всі враз», і німецькі кораблі розвернулися і дуже скоро вийшли з поля зору англійських кораблів. Дванадцятий, 305-мм снаряд, імовірно з «Індомітебла», влучив «Зейдліцу» в 300-мм броньовий пояс в кормовій частині. Деякий час крейсером керували з приміщення приводу управління, оскільки сполучна муфта верхнього кермового приводу розчепилася.

#### Другий бій флоту
Після другого повороту «всі враз» лінія німецьких кораблів, ідучи курсом на схід, вийшла на середину строю англійських кораблів, що йшли дугою на південь, і бій відновився. До цього моменту пошкоджений «Лютцов» вийшов з ладу, і головним в колоні з чотирьох лінійних крейсерів йшов «Дерфлінгер». Гіппер зійшов з «Лютцова» і через важкі ушкодження «Дерфлінгера» і «Зейдліца» змушений був перенести свій прапор на «Мольтке», що йшов третім.
Близько 19:00 головні сили супротивників знову вступили в сутичку — почався другий бій флоту. Лінійні крейсери, що знаходилися в голові німецької колони, опинилися під зосередженим вогнем лінійних кораблів Гранд-Фліту і отримували важкі ушкодження з дистанції 55-75 кабельтових. Умови видимості в цій фазі бою були несприятливі для німецьких кораблів — вони знаходилися на світлій частині моря і їх було добре видно, британські ж кораблі перебували в темній частині горизонту, і німецькі моряки бачили тільки спалахи гармат. О 19:17 Шеєр віддав наказ про третій поворот «всі враз» і німецька колона взяла курс на захід, потім розвернулась на південний схід, поступово вийшовши з бою.
Тринадцятий, 305-мм снаряд з «Геркулеса» пробив верхню палубу навиліт і розірвався у воді біля корабля. Чотирнадцятий, 305-мм снаряд з «Геркулеса» потрапив у середину корпусу «Зейдліца» в районі укладки протимінної сітки, не пробивши верхній броньовий пояс. О 19:18 п'ятнадцятий, 305-мм снаряд з «Сент-Вінсента» влучив у палубу напівбака перед містком. О 19:27 шістнадцятий, 305-мм снаряд з «Сент-Вінсента» розірвався в задній 210-мм стінці кормової піднесеної башти. Уламки проникли всередину башти і запалили два основних і додаткових заряда. Башта вигоріла і вийшла з ладу до кінця бою.
О 19:40 сімнадцятий, 381-мм снаряд з «Роял Оук» влучив у праву гармату лівої бортової башти. Гармату зірвало з кріплень, але потім вона стала на місце. Уламками снаряду, що розірвався, було виведено з ладу 150-мм гармату № 5.

#### Останній денний бій
У сутінках німецький флот йшов курсом S і займався перешикуванням. Відстала 2-а ескадра лінкорів-додредноутів виходила вперед 1-ї ескадри, яка її обігнала. В голову колони лінійних кораблів також намагалася вийти 1-а розвідувальна група лінійних крейсерів. При виконанні цього маневру лінійні крейсери з напрямку південний схід потрапили під зосереджений вогонь кораблів Гранд-Фліту. Лінійні крейсери почали зазнавати важких ушкоджень, при цьому не могли відповідати на вогонь, бо не бачили супротивника і мали недостатньо уцілілих гармат головного калібру. «Зейдліц» і «Дерфлінгер» змушені були піти вправо під прикриття дредноутів 2-ї ескадри. Врешті решт, через погані умови видимості, не маючи можливості вести вогонь у відповідь, колона німецьких кораблів повернула на південний схід і вийшла з бою.
О 20:24 вісімнадцятий, 343-мм снаряд з «Принцес Роял» влучив у 150-мм плиту, що прикривала каземат лівого борту, і розірвався зовні. Уламки, що потрапили всередину, вивели з ладу гармату № 4 та пошкодили кабелі системи керування 150-мм гарматами лівого борту. Незабаром дев'ятнадцятий, 343-мм снаряд з «Принцес Роял» вибухнув біля носової бойової рубки над містком, убивши усіх, хто був на ньому. Було поранено кілька людей в бойовій рубці — кров'ю залило карти, і вони стали непридатними. Також було пошкоджено обидва гірокомпаса.
О 20:30 двадцятий, 305-мм снаряд з «Нью-Зіленд» влучив у дах кормової піднесеної башти, зрикошетив від неї і вибухнув за метр від башти. Приблизно між 20:30 і 21:00 в «Зейдліц» влучило ще два 305-мм снаряда з «Нью-Зіленд». Двадцять перший снаряд влучив у край верхнього броньового поясу біля стику з головним броньовим поясом, вибухнув і уламками пробив його. Був затоплений вугільний бункер. Двадцять другий снаряд влучив у стик верхнього та головного броньових поясів, розірвався при пробитті, зробив пробоїну і змістив броньову плиту.

#### Нічні бої та результати битви
Вночі німецькі важкі кораблі в щільному строю попрямували до Хорнс-рифу. А вцілілі міноносці були відправлені на пошуки кораблів англійців для нічної торпедної атаки. «Зейдліц» йшов за «Мольтке» наприкінці німецького авангарду. Німецькі кораблі вийшли на хвіст англійської колони, пройшовши через стрій міноносців і відбиваючи їх атаки. На щастя для важко пошкодженого крейсера, зустрічей з важкими англійськими кораблями не було. До ранку 1 червня флоти супротивників опинилися далеко один від одного, прямуючи до своїх баз.
За час бою «Зейдліц» випустив 376 280-мм снарядів, за оцінками здійснивши 10 влучань (2,6 %). За перші 80 хвилин бою було випущено 300 280-мм снарядів і здійснено 6 влучань (2 %) — чотири в «Квін Мері» і два в «Тайгер». За час подальшого бою, випустивши 76 снарядів, крейсер домігся 4 влучань (5,3 %) — два на дальній дистанції у «Ворспайт» при переслідуванні 5-ї ескадри і ще два в «Колоссус». Також «Зейдліц» випустив за весь час бою найбільшу серед німецьких кораблів кількість 150-мм снарядів — 450. Втрати екіпажу склали 11,7 % — 98 убитих і 55 поранених. Корабель зазнав 22 влучання снарядами великих калібрів, одного влучання 102-мм, одного 152-мм снарядами і одного торпедою. З ладу вийшли чотири 280-мм гармати і дві 150-мм.

#### Повернення на базу. Боротьба за живучість

Стан «Зейдліца» на 21:00 31 травня 1916 року. Маса прийнятої води близько 2600 тонн. Червоним виділені затоплені відсіки. 1 — пробоїна від шостого влучання. 2 — місце влучання торпеди

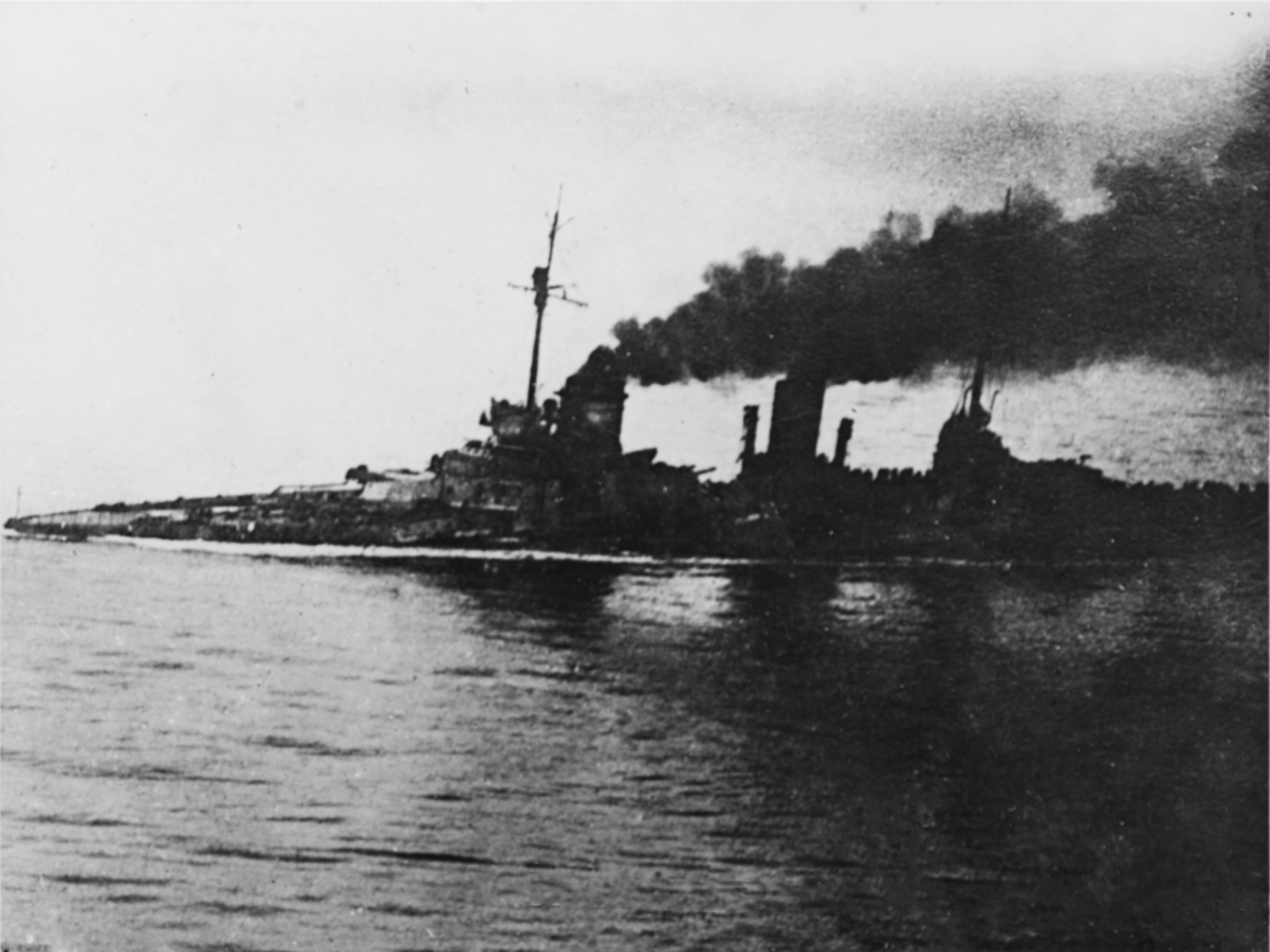
Тяжко пошкоджений «Зейдліц» повертається в порт після Ютландскої битви.

До 21:00 31 травня «Зейдліц» за розрахунками прийняв 2636 тонн води. Крен на правий борт становив 2,5 °. Осадка носом збільшилася на 2,5 м, а корма піднялася на 1 м. Вода постійно прибувала, проникаючи через великі пробоїни, що утворились від влучання шостого снаряда і торпеди. Щоб знизити напір води, хід поступово зменшувався. Спочатку він був знижений з 22 до 20 вузлів. Незважаючи на заходи з відкачування води, ніс все одно продовжував занурюватися.
О 2:40 1 червня, маючи осадку носом 13 м, «Зейдліц» ненадовго приткнувся до мілини у Хорнс-рифі. Близько 4:40 крейсер сів носом на банку, глибина якої становила 13,5 м. Були затоплені середні і кормові кренові цистерни лівого борту. Крен вирівнявся і зменшився диферент на ніс. Крейсер продовжив шлях, але хід довелося сповільнити до 15 вузлів.
О 5:40 «Зейдліц» приєднався до флоту, контакт з яким було втрачено вночі. Але ушкодженому крейсеру важко було підтримувати ескадрений хід 15 вузлів. До 8:00 почала здавати перегородка по 114-му шпангоуту. Людей, які працювали по пояс у воді, довелося евакуювати з відсіку. Хід було сповільнено до 10 вузлів. Додатковою проблемою стало падіння остійності — при перекладці керма крейсер сильно кренився і повільно випрямлявся.
Почалося проникнення води у відсіки, суміжні із затопленими вугільними ямами лівого борту, і через пробоїни в казематі лівого борту. Хід довелося скинути до 7 вузлів. Через те, що з ладу вийшли обидва гірокомпаса і карти були безнадійно зіпсовані, по радіо попросили командувача 2-ї розвідувальної групи виділити крейсер для супроводу. О 9:45 до «Зейдліца» підійшов «Піллау». Після декількох обривів буксира «Зейдліц» розвернули, і він пішов зі швидкістю 3-5 вузлів кормою вперед, щоб знизити тиск напору води на сильно пошкоджену носову частину.
О 10:00 на траверзі Хорнума крейсер ще раз торкнувся мілини, а об 11:25 зміг увійти в прохід біля мілини Арнум. Спроба буксування висланими на допомогу тральщиками була невдалою. Незважаючи на те, що водовідливні системи працювали з повною напругою, до 12:00 крен на лівий борт досяг 8°. До 15:30 становище ускладнилося через погіршення погоди — вітер посилився до 8 балів, і корабель тримався на плаву тільки завдяки повітряним мішкам.

Стан «Зейдліца» на 19:00 1 червня 1916. Маса прийнятої води близько 5300 тонн. Червоним виділені затоплені відсіки. Синім — відсіки, що прийняли воду для вирівнювання крену і диферента. 1 — пробоїна від шостого влучання.

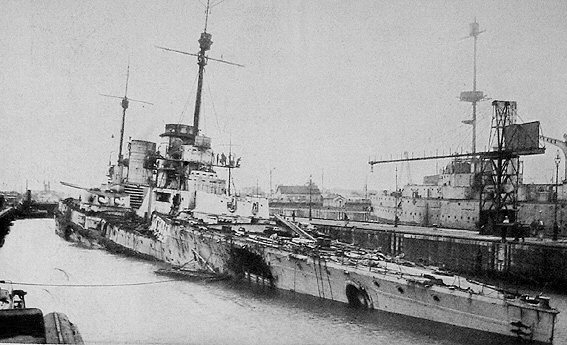
«Зейдліц» у Вільгельмсгафені після Ютландської битви з демонтованими гарматами носової башти.

До крейсера підійшли рятувальні судна «Бореас» і «Крафт» і потужний портовий буксир. Рятувальники йшли по бортах «Зейдліца» і намагалися відкачувати воду. Але через великий діаметр прийомних шлангів помпи часто виходили з ладу, і їх робота була неефективною. Найтяжче положення склалося до 17:00 1 червня — за розрахунками корабель прийняв всередину 5329 т води. Осадка становила 14 м носом і 7,4 кормою при крені на лівий борт у 8°. О 18:00 для вирівнювання крену були затоплені кормові кренові цистерни правого борту, що призвело до виникнення крену у 8° на правий борт.
Вранці 2 червня 1916 року «Зейдліц» досяг плавучого маяка на зовнішній частині затоки Яде (англ. Jade Bight), а о 4:25 3 червня кинув якір перед вхідним фарватером Вільгельмсгафена. Були евакуйовані поранені і знесені на берег тіла вбитих. Незважаючи на отримані в бою важкі ушкодження та прийняті всередину порядку 5300 т води (21,2 % від водотоннажності), завдяки наполегливій 57-годинній боротьбі за живучість команди під керівництвом командира Егіді та командира дивізіону живучості корветтен-капітана Альвенслебена, корабель залишився на плаву і дістався до бази.
Осадка «Зейдліца» не дозволяла йому пройти шлюзи, тому довелося демонтувати гармати і частину броні носової башти. 6 червня крейсер пройшов південні ворота третього шлюзу (нім. Wilhelmshaven 3. Einfahrt), що мали глибину 13,7 м. Але осадка крейсера не дозволяла пройти вихід з шлюзу, що мав глибину 10,4 м. Тому на «Зейдліці», що перебував у шлюзі, провели тимчасовий ремонт і демонтували гармати лівої бортової башти. 13 червня крейсер пройшов вихід з шлюзу і увійшов до плавучого доку для капітального ремонту. Ремонт «Зейдліца» на верфі у Вільгельмсгафені тривав 107 днів — з 15 червня по 1 жовтня 1916 року.

### Кінець Першої світової війни
Ремонт на державній верфі у Вільгельмсгафені тривав 107 днів — з 15 червня по 1 жовтня 1916 року. Бойової готовності «Зейдліц» досяг у листопаді 1916 року, знову ставши флагманським кораблем 1-ї розвідувальної групи. Хіппер зі штабом перебували на борту тільки під час бойових походів, оскільки в порту адмірал перебував на легкому крейсері «Ніобе», отриманому в його розпорядження 20 серпня 1916 року.
На перше місце вийшла необмежена підводна війна, тому «Зейдліц» в основному займався прикриттям виходу й повернення підводних човнів. Так, 4-5 листопада з'єднання у складі 1-ї розвідувальної групи, лінкорів «Рейнланд» і «Нассау» і 3-ї ескадри лінкорів, включаючи «Баєрн», в районі Бов'єборга намагалося зняти з мілини підводні човни U-20 і U- 30. Зняти з мілини вдалося тільки U-30. При цьому британський підводний човен J-1 здійснив торпедні атаки по кораблях з'єднання. По одному торпедному влучанню зазнали «Кронпринц» і «Гроссер Курфюрст».
26 жовтня 1917 року Гіппер переніс свій прапор на новий лінійний крейсер «Гінденбург». 23 квітня 1918 року «Зейдліц» брав участь в останньому виході Флоту відкритого моря. Флот дійшов до широти Бергена в Норвегії, але британських сил не виявив. Через серйозну поломку турбіни на «Мольтке» операцію довелося перервати. 30 Липня / 1 серпня 1918 крейсер забезпечував вихід групи підводних човнів на «шлях 500».

### Інтернування і затоплення флоту відкритого моря

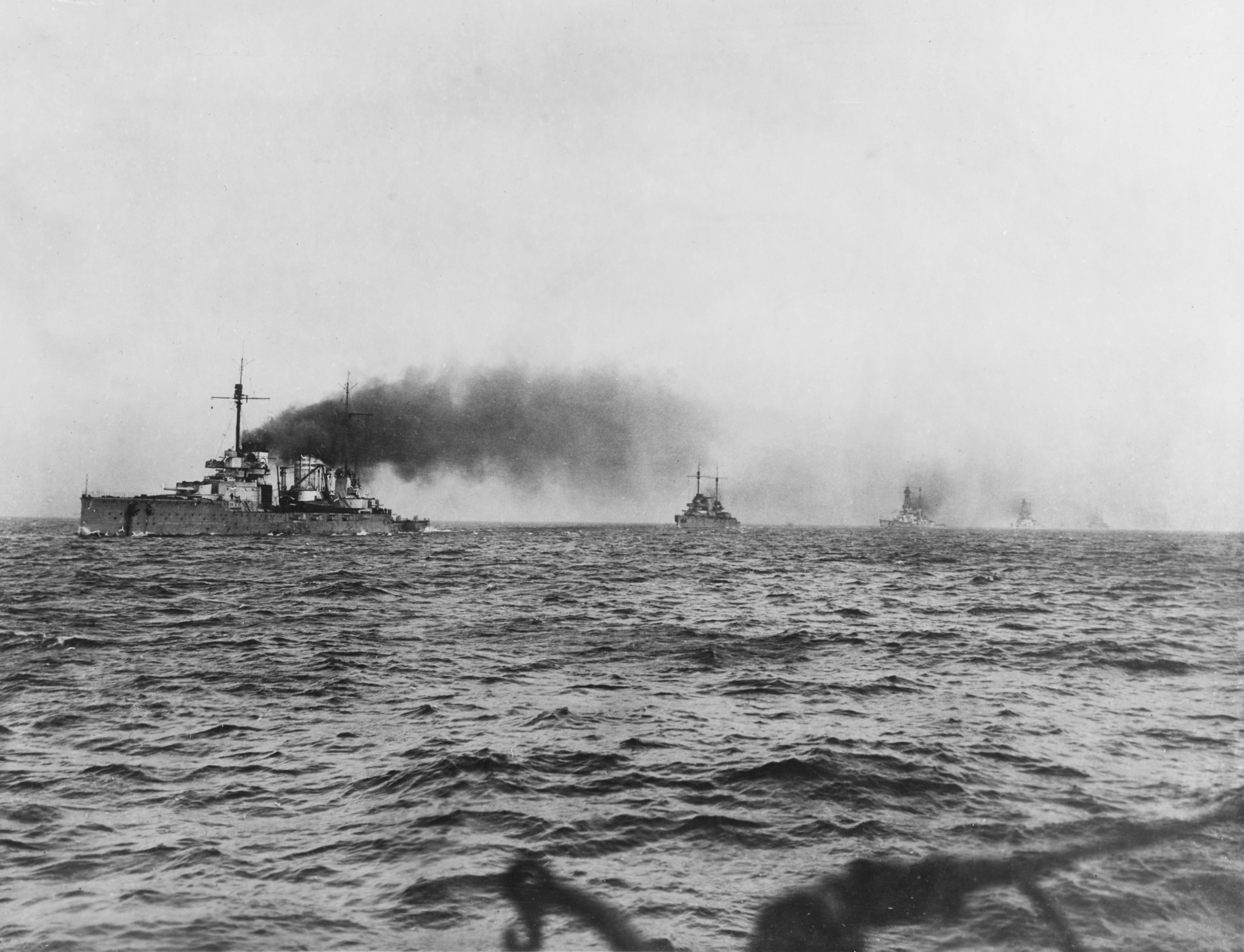
21 листопада 1918 року. «Зейдліц» очолює колону німецьких кораблів, що йдуть на інтернування до Скапа-Флоу. За ним видно «Мольтке», «Дерфлінгер», «Гінденбург» и «Фон дер Танн»

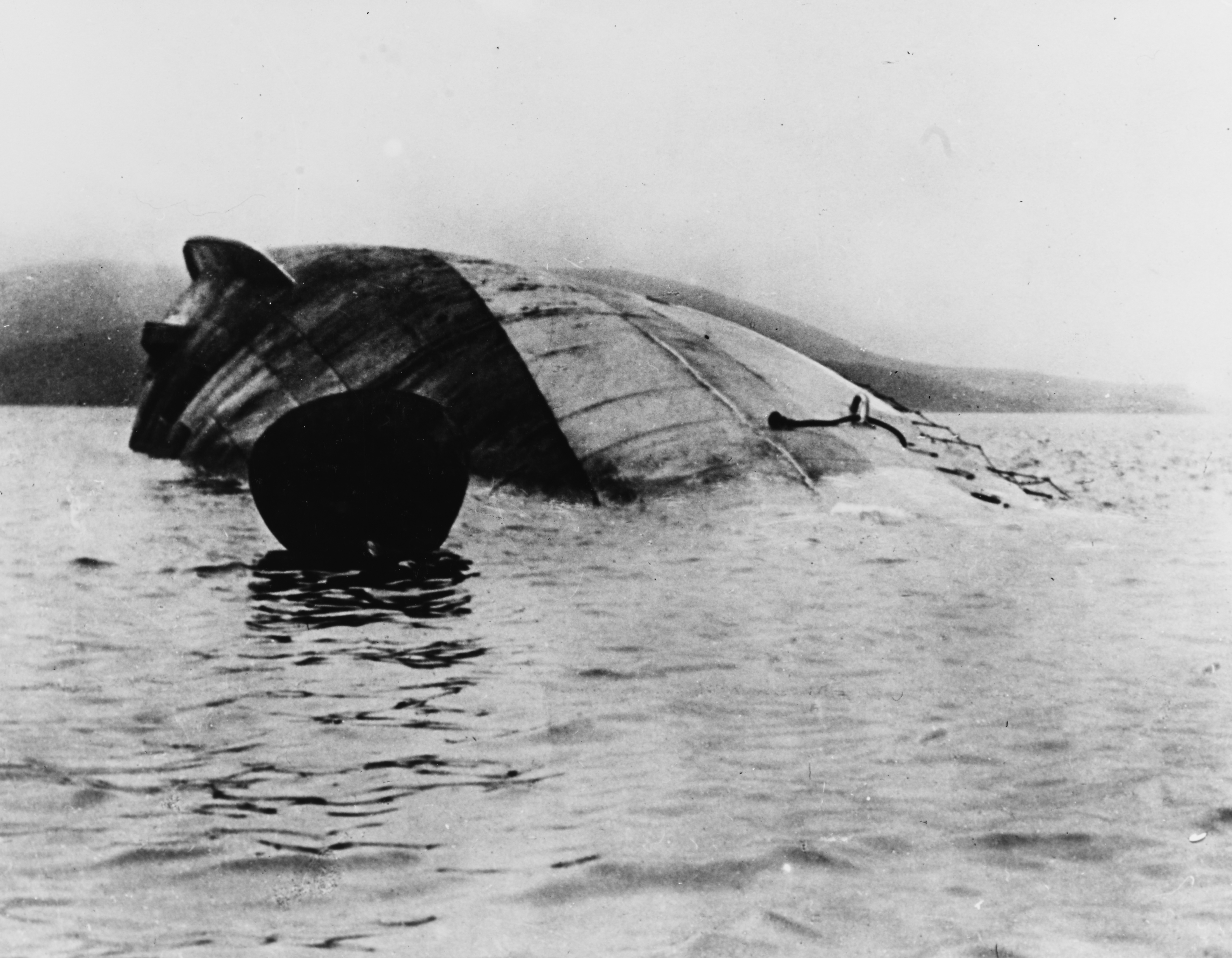
«Зейдліц» лежить на правому борту на дні Скапа-Флоу

За умовами перемир'я інтернуванню підлягали 16 важких кораблів, 8 легких крейсерів і 50 міноносців Флоту відкритого моря. У їх число увійшов і «Зейдліц», що вийшов з Вільгельмсгафена 19 листопада разом з флотом під загальним командуванням контр-адмірала Рейтера. У Скапа-Флоу кораблі прийшли 24 листопада. Командувач 1-ї розвідувальної групи став старшим начальником усього з'єднання і знаходився на «Фрідріх дер Гроссе», а командир «Зейдліца» Тагерт став старшим серед командирів кораблів.
21 червня 1919 року разом з іншими кораблями «Зейдліц» був затоплений власним екіпажем у Скапа-Флоу південніше острова Кава. Незважаючи на спроби англійців взяти його на абордаж, щоб перешкодити затопленню, він затонув о 13:50 і ліг правим бортом на ґрунт на глибині 20 м. Його корпус виступав над поверхнею затоки — навіть у приплив над водою височіло 8 м корпусу.
У травні 1926 року компанія Ернеста Френка Кокса приступила до підйому «Зейдліца». До грудня 1926 року проводилася герметизація корпусу — було встановлено 93 м² латок і заглушок. До лютого 1927 року за допомогою закачування повітря була осушена кормова частина крейсера, а до червня 1927 і інші відсіки. Перша спроба підйому була зроблена 20 червня 1927 року. При прокачуванні повітря «Зейдліц» привсплив, але потім перевернувся догори кілем і знову затонув з креном ву 48°, упершись щоглами, надбудовами і баштами в мул. До вересня 1927 року були зрізані щогли і надбудови. На початку жовтня були зроблені нові спроби підйому корабля. Але крейсер вів себе дуже нестійко, перевалюючись з борту на борт з креном до 40-50°. Крейсер кілька разів піднімали й опускали заново, поки 2 листопада 1927 року крейсер не був піднятий з креном у 8°. Частково він був розібраний в Лайнессі і в травні 1928 року відбуксований в Розайт. Там він і був остаточно розібраний на метал до 1930 року.

## Пам'ять про корабель

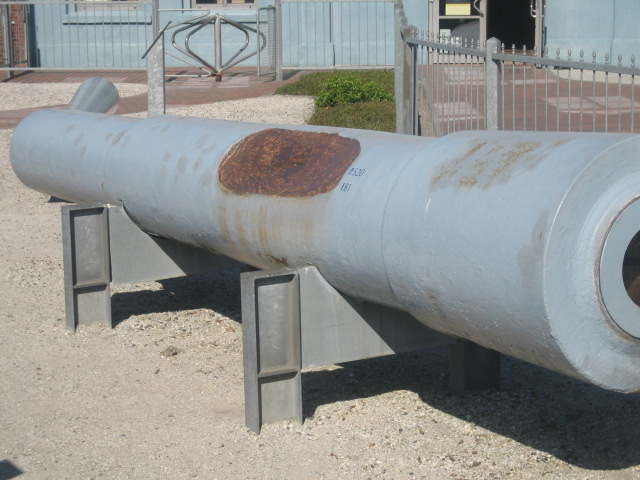
280-мм гармата «Зейдліца» у воєнно-морському музеї Вільгельмсгафена

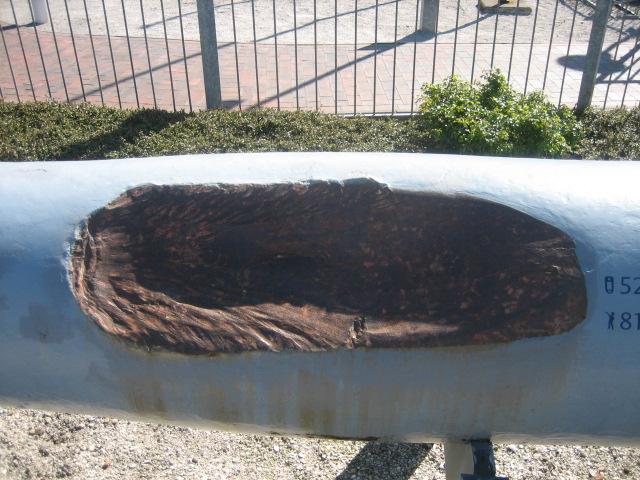
Місце влучання 381-мм снаряда «Роял Оук» крупним планом

Судновий дзвін крейсера «Зейдліц» демонструється в експозиції військово-морського меморіалу в Лабе — комуні, розташованої недалеко від Кіля, в Німеччині, в землі Шлезвіг-Гольштейн.
Ствол демонтованої пошкодженої в Ютландському бою 280-мм правої гармати лівої бортової башти демонструється у військово-морському музеї (нім. Deutsches Marinemuseum) у Вільгельмсгафені.
У німецькому флоті ім'я «Зейдліц» носив недобудований важкий крейсер класу «Адмірал Гіппер». Він був закладений 29 грудня 1936 року на верфі DeSchiMAG в Бремені і 19 січня 1939 року спущений на воду. У 1942 році було прийнято рішення добудувати його як авіаносець. Переобладнання завершено не було. Наприкінці війни переведений в Кенігсберг. Затоплений при відступі німецьких військ 29 січня 1945 року. Піднятий аварійно-рятувальною службою Південно-Балтійського флоту в 1946 році, відбуксований до Ленінграду і згодом розібраний на метал.

## Оцінка проекту
«Зейдліц» був подальшим розвитком крейсерів класу «Мольтке» і мав таку ж швидкість і краще бронювання за рахунок збільшення нормальної водотоннажності на 2000 т. Його захист оцінювався дуже високо, і незважаючи на те, що один з інженерів верфі продав креслення англійцям, і їм стали відомі всі подробиці проекту, вони не надали цьому значення. Багато в чому завдяки високій непотоплюваності «Зейдліц» після важких ушкоджень, отриманих в Ютландському бою, зміг повернутися на базу.
Разом з тим негативно оцінювалася артилерія «Зейдліца». Встановлені на попередньому типі «Мольтке» 280-мм гармати за рахунок більшої початкової швидкості і кращої якості снарядів можна було прирівняти до 305-мм гармат британських «Інвінсібла» і «Індомітебла». «Зейдліц» зберіг той же калібр — 280-мм, але наступний тип британських лінійних крейсерів — «Лайон» — був озброєний значно потужнішими 343-мм гарматами. До того ж, на «Лайоні» товщина броньового поясу була доведена до 229 мм, і 280-мм калібру гармат «Зейдліца» вже було недостатньо для його впевненого пробиття.
Завдяки тому, що лінійні крейсери типу «Лайон» мали велику швидкість ходу, у боях Першої світової війни вони могли наздогнати німецькі лінійні крейсери, вибрати дистанцію бою, а за несприятливих обставин відірватися від свого супротивника.
|                                                               | «Мольтке»       | «Зейдліц»       | «Індомітебл»        | «Лайон»         |
| ------------------------------------------------------------- | --------------- | --------------- | ------------------- | --------------- |
| Рік закладення/вводу в стрій                                  | 1908/1911       | 1911/1913       | 1909/1911           | 1909/1912       |
| Розміри                                                       | 186,6×29,4×9,2  | 200×28,5×9,09   | 179,8×24,4×8,1      | 213,4×27×8,4    |
| Водотоннажність, т нормальна (повна)                          | 22 979 (25 400) | 24 988 (28 550) | 18 470 (22 080)     | 26 270 (29 680) |
| Розрахункова швидкість ходу, вуз. номінальна потужність, к.с. | 25,5 52 000     | 26,5 63 000     | 25 44 000           | 27 70 000       |
| Швидкість ходу максимальна, вуз. форсована потужність, к.с.   | 28,4 85 782     | 28,1 89 738     | 26,89 55 000        | 28,06 96 240    |
| Котли                                                         | 24              | 27              | 32                  | 42              |
| Дальність ходу (вузли)                                        | 4120 (14)       | 4200 (14)       | 6970 (16) 5610 (10) | 4935 (16,75)    |
| Екіпаж, осіб                                                  | 1053            | 1068            | 800                 | 984             |
| Вартість, млн. рублів золотом                                 | 21,3            | 22,34           | 13,43               | 20,84           |
| Товщина броні, мм                                             |                 |                 |                     |                 |
| Пояс                                                          | 270             | 300             | 152                 | 229             |
| Лоб башти                                                     | 230             | 250             | 178                 | 229             |
| Барбет                                                        | 200—230         | 200—230         | 178                 | 229             |
| Рубка                                                         | 350             | 300             | 254                 | 254             |
| Палуба                                                        | 50              | 80              | 65                  | 65              |
| Озброєння (ГК)                                                |                 |                 |                     |                 |
| Кількість                                                     | 5×2×280-мм      | 5×2×280-мм      | 4×2×305-мм          | 4×2×343-мм      |
| Скорострільність, пострілів / хв                              | 3               | 3               | 1,5                 | 1,5—2           |
| Маса бронебійного снаряду, кг                                 | 302             | 302             | 390                 | 567             |
| Початкова швидкість, м/с                                      | 880             | 880             | 831                 | 787             |
| Максимальна дальність стрільби, м                             | 18 100(13,5°)   | 18 100(13,5°)   | 17 236(13,5°)       | 21 780(20°)     |

## Використана література і джерела
1. ↑  Ruge та SMS Seydlitz/Grosser Kreuzer 1913-1919., с. 25-26.
2. 1 2 3 4 5  Мужеников та Линейные крейсера Германии, с. 74-75.
3. 1 2 3 4 5 6  Мужеников та Линейные крейсера Германии, с. 77.
4. 1 2 3 4 5 6 7 8 9 10 11 12 13  Gröner та Die deutschen Kriegsschiffe, с. 82.
5. 1 2 3 4 5 6 7  Staff та German Battlecruisers, с. 21.
6. 1 2 3 4 5 6 7  Campbell та Battlecruisers, с. 44.
7. ↑  Мужеников та Линейные крейсера Германии, с. 77-78.
8. 1 2 3 4 5 6 7  Мужеников та Линейные крейсера Германии, с. 75-77.
9. 1 2 3 4 5  Campbell та Battlecruisers, с. 43.
10. 1 2 3 4 5  Campbell та Battlecruisers, с. 43-44.
11. 1 2 3 4 5 6  Мужеников та Линейные крейсера Германии, с. 75.
12. 1 2  Мужеников та Линейные крейсера Германии, с. 39.
13. 1 2 3 4  Staff та German Battlecruisers, с. 22.
14. 1 2  Мужеников та Линейные крейсера Германии, с. 74.
15. ↑  Ruge та SMS Seydlitz/Grosser Kreuzer 1913-1919., с. 27.
16. 1 2 3 4 5 6  Мужеников та Линейные крейсера Германии, с. 78.
17. ↑  Ruge та SMS Seydlitz/Grosser Kreuzer 1913-1919., с. 28.
18. ↑  Мужеников та Линейные крейсера Германии, с. 79.
19. ↑  Ruge та SMS Seydlitz/Grosser Kreuzer 1913-1919., с. 29-30.
20. 1 2 3  Ruge та SMS Seydlitz/Grosser Kreuzer 1913-1919., с. 30.
21. 1 2 3  Мужеников та Линейные крейсера Германии, с. 79-80.
22. 1 2 3  Шеер та Гибель крейсера «Блюхер»., с. 5-9.
23. ↑  Ruge та SMS Seydlitz/Grosser Kreuzer 1913-1919., с. 33.
24. ↑  Шеер та Гибель крейсера «Блюхер»., с. 16.
25. ↑  Ruge та SMS Seydlitz/Grosser Kreuzer 1913-1919., с. 34-38.
26. 1 2 3 4 5  Мужеников та Линейные крейсера Германии, с. 80.
27. ↑  Шеер та Гибель крейсера «Блюхер»., с. 20-21.
28. 1 2  Ruge та SMS Seydlitz/Grosser Kreuzer 1913-1919., с. 38.
29. 1 2 3 4 5 6  Мужеников та Линейные крейсера Германии, с. 81.
30. ↑  Шеер та Гибель крейсера «Блюхер»., с. 23.
31. 1 2 3 4 5  Staff та German Battlecruisers, с. 24.
32. ↑  Ruge та SMS Seydlitz/Grosser Kreuzer 1913-1919., с. 39-40.
33. ↑  Ruge та SMS Seydlitz/Grosser Kreuzer 1913-1919., с. 43.
34. 1 2  Мужеников та Линейные крейсера Германии, с. 82.
35. ↑  Мужеников та Линейные крейсера Германии, с. 83.
36. ↑  Campbell та Battlecruisers, с. 44-45.
37. 1 2 3  Мужеников та Линейные крейсера Германии, с. 84.
38. 1 2 3 4  Campbell та Battlecruisers, с. 45.
39. ↑  Мужеников та Линейные крейсера Германии, с. 84-85.
40. 1 2 3 4 5  Мужеников та Линейные крейсера Германии, с. 86.
41. ↑  Campbell та Battlecruisers, с. 45-46.
42. 1 2 3 4 5  Campbell та Battlecruisers, с. 47.
43. ↑  Ruge та SMS Seydlitz/Grosser Kreuzer 1913-1919., с. 17.
44. 1 2  Мужеников та Линейные крейсера Германии, с. 88.
45. 1 2  Мужеников та Линейные крейсера Германии, с. 87.
46. 1 2 3 4  Campbell та Battlecruisers, с. 48.
47. 1 2 3 4 5 6 7 8  Мужеников та Линейные крейсера Германии, с. 88-90.
48. 1 2  Мужеников та Линейные крейсера Германии, с. 90.
49. 1 2 3  Staff та German Battlecruisers, с. 33.
50. 1 2 3  Ruge та SMS Seydlitz/Grosser Kreuzer 1913-1919., с. 47.
51. 1 2 3 4  Мужеников та Линейные крейсера Германии, с. 91.
52. 1 2  Ruge та SMS Seydlitz/Grosser Kreuzer 1913-1919., с. 48.
53. ↑  Gröner та Die deutschen Kriegsschiffe, с. 83.
54. ↑  Ruge та SMS Seydlitz/Grosser Kreuzer 1913-1919., с. 26.
55. ↑  Staff та German Battlecruisers, с. 12.
56. ↑  Campbell та Battlecruisers, с. 17.
57. ↑  Мужеников та Линейные крейсера Германии, с. 37.